# Лелићи
Лелићи су насеље у Србији у општини Ужице у Златиборском округу. Према попису из 2022. било је 260 становника.

## Демографија
У насељу Лелићи живи 321 пунолетни становник, а просечна старост становништва износи 46,2 година (42,8 код мушкараца и 49,8 код жена). У насељу има 117 домаћинстава, а просечан број чланова по домаћинству је 3,26.
Ово насеље је великим делом насељено Србима (према попису из 2002. године), а у последња три пописа, примећен је пад у броју становника.
|  |

| Демографија | Демографија | Демографија |
| Година      | Становника  | Становника  |
| ----------- | ----------- | ----------- |
| 1948.       | 737         |             |
| 1953.       | 705         |             |
| 1961.       | 645         |             |
| 1971.       | 556         |             |
| 1981.       | 471         |             |
| 1991.       | 449         | 449         |
| 2002.       | 381         | 383         |

| Етнички састав према попису из 2002.‍ | Етнички састав према попису из 2002.‍ | Етнички састав према попису из 2002.‍ | Етнички састав према попису из 2002.‍ | Етнички састав према попису из 2002.‍ |
| ------------------------------------ | ------------------------------------ | ------------------------------------ | ------------------------------------ | ------------------------------------ |
|                                      |                                      |                                      |                                      |                                      |
| Срби                                 | Срби                                 |                                      | 380                                  | 99,73%                               |
| Словенци                             | Словенци                             |                                      | 1                                    | 0,26%                                |
| непознато                            | непознато                            |                                      | 0                                    | 0,0%                                 |

| Година пописа     | 1948. | 1953. | 1961. | 1971. | 1981. | 1991. | 2002. |
| ----------------- | ----- | ----- | ----- | ----- | ----- | ----- | ----- |
| Број домаћинстава | 123   | 129   | 139   | 142   | 133   | 126   | 117   |

| Број чланова      | 1  | 2  | 3  | 4  | 5  | 6  | 7 | 8 | 9 | 10 и више | Просек |
| ----------------- | -- | -- | -- | -- | -- | -- | - | - | - | --------- | ------ |
| Број домаћинстава | 25 | 25 | 14 | 22 | 15 | 11 | 5 | 0 | 0 | 0         | 3,26   |

| Пол    | Укупно | Неожењен/Неудата | Ожењен/Удата | Удовац/Удовица | Разведен/Разведена | Непознато |
| ------ | ------ | ---------------- | ------------ | -------------- | ------------------ | --------- |
| Мушки  | 168    | 54               | 102          | 9              | 3                  | 0         |
| Женски | 169    | 22               | 100          | 46             | 1                  | 0         |
| УКУПНО | 337    | 76               | 202          | 55             | 4                  | 0         |

| Пол    | Укупно                    | Пољопривреда, лов и шумарство | Рибарство                            | Вађење руде и камена | Прерађивачка индустрија       |
| ------ | ------------------------- | ----------------------------- | ------------------------------------ | -------------------- | ----------------------------- |
| Мушки  | 92                        | 29                            | 0                                    | 0                    | 42                            |
| Женски | 41                        | 22                            | 0                                    | 0                    | 14                            |
| УКУПНО | 133                       | 51                            | 0                                    | 0                    | 56                            |
| Пол    | Производња и снабдевање   | Грађевинарство                | Трговина                             | Хотели и ресторани   | Саобраћај, складиштење и везе |
| Мушки  | 3                         | 2                             | 3                                    | 2                    | 4                             |
| Женски | 0                         | 0                             | 1                                    | 0                    | 1                             |
| УКУПНО | 3                         | 2                             | 4                                    | 2                    | 5                             |
| Пол    | Финансијско посредовање   | Некретнине                    | Државна управа и одбрана             | Образовање           | Здравствени и социјални рад   |
| Мушки  | 0                         | 0                             | 1                                    | 1                    | 2                             |
| Женски | 0                         | 0                             | 0                                    | 0                    | 3                             |
| УКУПНО | 0                         | 0                             | 1                                    | 1                    | 5                             |
| Пол    | Остале услужне активности | Приватна домаћинства          | Екстериторијалне организације и тела | Непознато            | Непознато                     |
| Мушки  | 3                         | 0                             | 0                                    | 0                    | 0                             |
| Женски | 0                         | 0                             | 0                                    | 0                    | 0                             |
| УКУПНО | 3                         | 0                             | 0                                    | 0                    | 0                             |